# Osiedle Dolina Zielona
Osiedle Dolina Zielona (niem. Tal) – osiedle Zielonej Góry, położone w północno-wschodniej części miasta. 
Osiedle jest położone równoleżnikowo wzdłuż ulic Dolina Zielona i Marii Curie-Skłodowskiej, przy ulicy Dolina Zielona (dawniej Talstraße) ulokowana jest zabudowa jednorodzinna, w dużej części sprzed 1945. Wzdłuż ulicy wytyczonej w latach 70. XX wieku ulicy Marii Curie-Skłodowskiej znajdują się wielokondygnacyjne punktowce wybudowane w technologii wielkiej płyty. Północną granicę stanowi Gęśnik ze znajdującym się na nim Wagmostawem, zaś południową linia kolejowa.

## Ulice na osiedlu
- Zygmunta Czubińskiego
- Dolina Zielona
- Marii Curie-Skłodowskiej
- Ustronna
- Onufrego Zagłoby
- Żabia